# Małgorzata Tracz
Małgorzata Elżbieta Tracz (nascida a 8 de dezembro de 1985 em Bolesławiec) é uma política polaca. Ela é co-líder do partido polaco dos Verdes (desde maio de 2015) e membro do Sejm desde 2019.